# Radomir Putnik
Radomir Putnik (srb. Радомир Путник), srbski general, * 24. januar 1847, Kragujevac, Kneževina Srbija, † 17. maj 1917, Nica, Francija.
Bil je tvorec sodobne srbske vojske. Leta 1903 je postal načelnik Glavnega generalštaba, v letih 1912 in 1916 pa je bil načelnik štaba Vrhovne komande srbske vojske. Skupaj z generalom Živojinom Mišićem sta avtorja vojnih načrtov v obeh balkanskih vojnah in na balkanskem bojišču. 
Po zmagi srbske vojske nad turškimi silami v bitki pri Kumanovem leta 1912 so ga povzdignili v vojvodo (feldmaršala).